# Sandsjön (Los socken, Dalarna)
Sandsjön är en sjö i Ljusdals kommun i Orsa Finnmark, i landskapet Dalarna och i Gävleborgs län, och ingår i Dalälvens huvudavrinningsområde. Sjön är 12,4 meter djup, har en yta på 1,13 kvadratkilometer och befinner sig 410, som odämd 409,1 meter över havet. Sjön avvattnas av vattendraget Sandsjöån.

## Delavrinningsområde
Sandsjön ingår i det delavrinningsområde (683147-144794) som SMHI kallar för Utloppet av Sandsjön. Medelhöjden är 459 meter över havet och ytan är 7,76 kvadratkilometer. Räknas de 16 avrinningsområdena uppströms in blir den ackumulerade arean 96,34 kvadratkilometer. Sandsjöån som avvattnar avrinningsområdet har biflödesordning 3, vilket innebär att vattnet flödar genom totalt 3 vattendrag innan det når havet efter 425 kilometer. Avrinningsområdet består mestadels av skog (80 procent). Avrinningsområdet har 1,17 kvadratkilometer vattenytor vilket ger det en sjöprocent på 15 procent.